# عزة المیلاء
عزة المیلاء (- ۷۳۳م) بانوی نوازنده و خوانندهٔ اهل مدینه بود. او را زیبارو و خوش‌اندام وصف کرده‌اند و از آنجا که الملاء (جامه‌ای که از دو تکه به‌هم دوخته باشند. دامن، جامه‌ای که به دور ران‌ها پیچند و آنرا بپوشانند) می‌پوشید، به المیلاء شهرت یافت. ابن سریج از شاگردان او بود. دربارهٔ مهارت او در خوانندگی و عودنوازی داستان‌های بسیاری نقل کرده‌اند.